# Polygamie
Cet article concerne l'aspect sociologique de la polygamie. Pour la polygamie dans le monde animal, voir Polygamie (éthologie). Pour la polygamie dans le monde végétal, voir Polygamie (botanique).
 (janvier 2019).
Si vous disposez d'ouvrages ou d'articles de référence ou si vous connaissez des sites web de qualité traitant du thème abordé ici, merci de compléter l'article en donnant les références utiles à sa vérifiabilité et en les liant à la section « Notes et références ».
 (janvier 2019).
- Pays autorisant la polygamie en 2015.

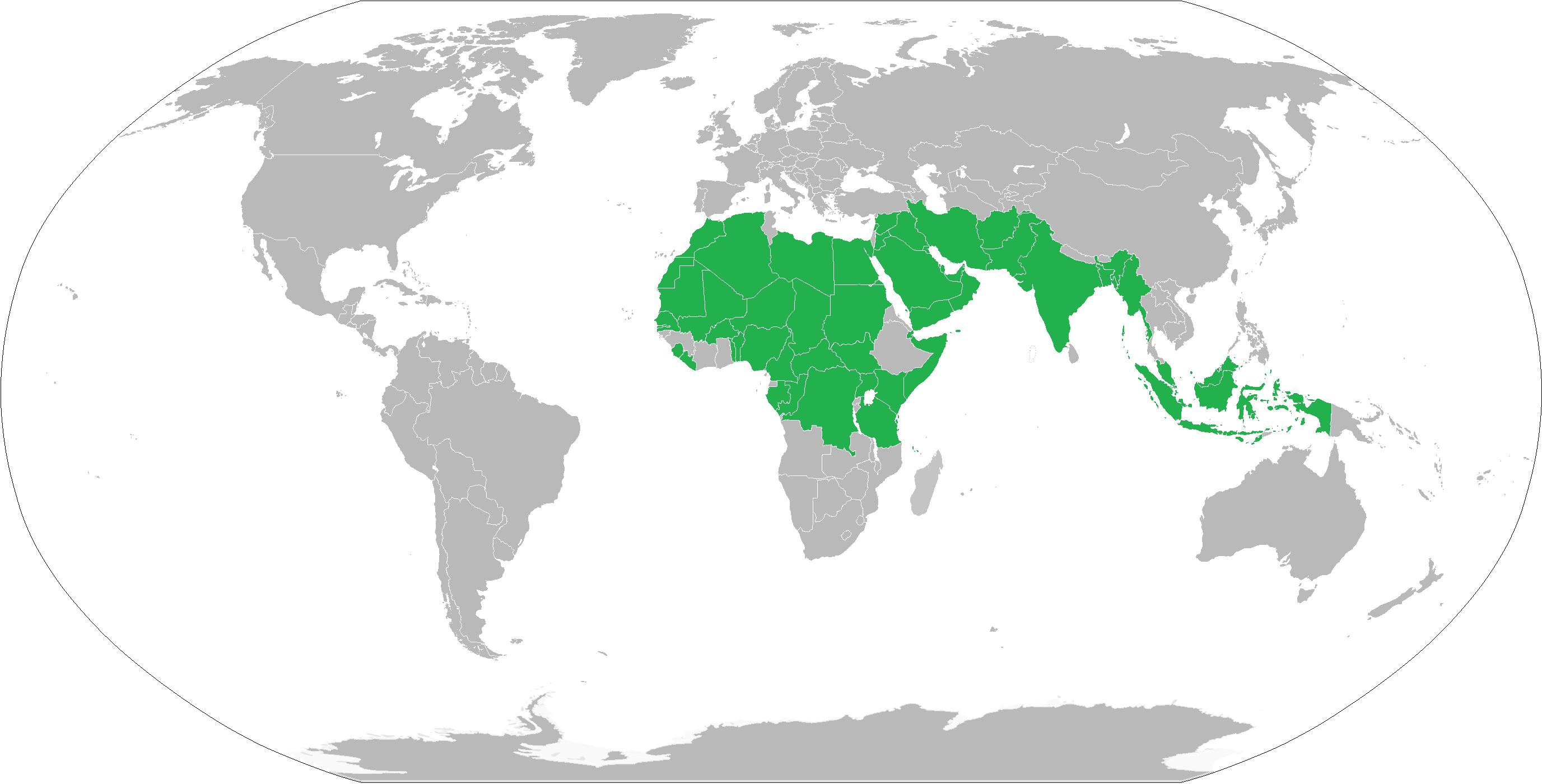
Polygamie dans le monde
Pays autorisant la polygamie en 2015.
_{La Birmanie a banni la polygamie en 2015.}.

La polygamie désigne un régime matrimonial où un individu est lié, au même moment, à plusieurs conjoints. Pour une femme ayant plusieurs hommes, on parle également de polyandrie ; pour un homme ayant plusieurs femmes, de polygynie. Quand deux ou plusieurs hommes ont une relation sexuelle exclusive avec deux ou plusieurs femmes, on parle de polygynandrie.
La polygamie est plus spécifiquement associée à l'homme. L'autorisation de la polygamie dans un État n'entraîne pas que celle-ci soit majoritairement pratiquée[réf. souhaitée]. Au sein des sociétés majoritairement polygyniques, de 60 à 80 % des foyers sont monogames « de fait » (et non « de droit »).
La polygamie est à distinguer des mariages de groupes, forme de polyamour impliquant plusieurs partenaires de chaque sexe, et de la bigamie, situation dans laquelle une personne contracte plusieurs mariages séparément, sans avoir juridiquement obtenu la dissolution du précédent ou sans que les deux conjoints soient au courant de cette situation.
En sciences humaines et sociales, le terme « polygamie » est souvent employé par abus de langage pour désigner la polygynie.

## Terminologie
Le terme provient du grec ancien πολυγαμία / polugamía composé des mots πολύ / polú, « beaucoup », et γάμος / gámos, « mariage ».
Pour cette raison, le terme peut désigner indifféremment le fait d'avoir plusieurs maris ou plusieurs femmes. Les termes « polyandrie » et « polygynie » sont donc étymologiquement et sémantiquement incorrects, mais sont de plus en plus usités pour discriminer les deux pratiques.
La polygamie est contraire à la monogamie.

## Polygamie dans le monde
De nombreux pays tolèrent la polygynie sans l'encourager ouvertement. C'est le cas non seulement de la quasi-totalité des pays à forte population musulmane,[réf. nécessaire] à l'exception de la Turquie et de la Tunisie, où elle a étéinterdite en 1957, mais également de quelques pays africains majoritairement chrétiens et/ou animistes. Les pays musulmans d'Asie centrale étaient soumis à l'interdiction la polygamie du fait de l'ère soviétique. Beaucoup de ces pays ont d'abord réinstauré la légalité pour ensuite l'interdire. C'est le cas du Turkménistan en 2018. Aujourd'hui, les pays d'Asie centrale ont interdit la polygamie, même si elle y est encore tolérée et pratiquée. Des pays comme le Sénégal autorisent le mariage civil polygame mais l'homme doit choisir avant de se marier s'il souhaite faire un mariage monogame ou polygame et ne peut pas revenir sur sa décision une fois qu'il a choisi.[réf. souhaitée]
Certaines populations autorisent aussi la polyandrie, mais ce phénomène est beaucoup plus rare, et ne se rencontre qu'au Tibet, chez les Bahima en Afrique orientale, chez certaines tribus Inuits, et chez les Todas en Inde.
« La polygynie est autorisée ou tolérée en 2007, dans des pays représentant près du tiers de la population de la planète. Seulement 10 % des hommes y ont plusieurs femmes, essentiellement les plus riches ». La polygamie est aussi parfois critiquée dans les groupes dans lesquels elle est pratiquée.
La polygamie est interdite dans les pays européens, ainsi qu'en Amérique du Nord, en Amérique latine et différents pays asiatiques. Confrontés au cas de familles réfugiées polygames ou à des personnes perpétuant des coutumes issues de leur pays d'origine ou à des pratiques religieuses minoritaires (telles que certaines communautés mormonnes aux États-Unis par exemple), différents États où la polygamie est interdite ont été amenés à prendre des dispositions légales spécifiques concernant les droits des enfants nés de telles unions et/ou des droits des partenaires vivant en situation de polygamie de fait.

### Polygamie en France
Il est en droit français impossible de se marier ou de conclure un pacte civil de solidarité (PACS) avec plusieurs partenaires. L'ordonnance de 1945 modifiée en juillet 1993 a interdit la délivrance de titre de séjour aux étrangers en situation de polygamie et la loi du 24 août 1993 restreint le regroupement familial des familles polygames, dans un souci de ne plus voir se développer une institution que l'ordre juridique français réprouve.
Cependant, « la question de la polygamie dans l'hexagone » connait un renouveau avec l'arrivée de migrants. Cela concerne principalement des familles originaires d'Afrique subsaharienne, d'appartenance soninké, alpular, toucouleur, de nationalité malienne, sénégalaise ou mauritanienne, et de manière périphérique les familles algériennes, marocaines et turques » et soulève différentes questions d'ordre juridique.
La note intitulée « La polygamie en France : une fatalité ? », propose la mise en œuvre d'outils de mesure statistique (Insee et Ined) afin de quantifier le phénomène polygame en France, ainsi qu'une orientation des politiques publiques en faveur de l'aide à la « décohabitation » et à la réinsertion des acteurs desdites unions, qu'ils soient hommes ou femmes, avec ou sans enfants.

### Polygamie au Maroc
« Le code marocain justifie le maintien de la polygamie pour tenir compte du respect des « croyances » et ne pas brusquer les « valeurs traditionnelles ». Si la polygamie demeure ainsi autorisée en Algérie comme au Maroc, elle est soumise à une condition d'équité, laissée à la libre appréciation du mari, en son for et conscience. Le code marocain réglemente l'union polygamique en exigeant que la première épouse soit consultée sur un deuxième mariage projeté (c'est-à-dire qu'elle accepte de devenir co-épouse) et que la seconde femme soit avertie du mariage déjà existant (c'est-à-dire qu'elle accepte aussi de devenir co-épouse). Si l'une ou l'autre n'ont pas été informées de cette réalité, elles sont habilitées à requérir le divorce pour dol évident et/ou préjudice grave. Le code marocain permet également un droit d'option pour la femme à la condition de monogamie : ceci doit être mentionné dans le contrat. La polygamie au Maroc est d'une fréquence décroissante ».

### Polygamie en Chine
La polygamie, anciennement très pratiquée, a été abolie par le parti communiste chinois par sa loi du 1er mai 1950. Cette loi faisait obligation d'informer les épouses de leur droit de s'abstraire de ce régime matrimonial, sans obligation pour elles de le faire. Cette abolition n'empêche pas la pratique de la « seconde épouse », une maîtresse officiellement affichée mais au statut très précaire. Il en est de même à Hong Kong, où après l'abolition de la polygamie en 1971, les riches notables affichent couramment en 2000 une seconde voire troisième épouse comme un signe ostentatoire de richesse.

### Polygamie en Belgique
La polygamie est interdite en Belgique. Mais le 26 juin 2008, un arrêt de la Cour constitutionnelle interdit toute discrimination envers les enfants sur la base de la polygamie. Les enfants ne sont en effet « pas responsables de la situation maritale de leurs parents » mais le législateur a le loisir de « limiter le rassemblement familial » des personnes « dont le mariage est contraire à l'ordre public belge et à celui d'autres pays membres de l'Union européenne ».

### Polygamie au Canada
La polygamie a été confirmée comme illégale au Canada fin 2011 par la Cour suprême de la Colombie-Britannique. La liberté de religion ne vient pas légaliser cette pratique dont il est jugé qu'elle « cause un tort considérable aux femmes, aux enfants et à l'institution canadienne du mariage ». Ainsi, les gens de cette province pratiquant la polygamie sont susceptibles de poursuites criminelles.

### Polygamie au Niger
La polygamie est reconnue au Niger par le droit coutumier. La pratique est présente parmi les populations autochtones mais est grandement popularisée après que les missionnaires français ont exploré la région en 1901. Aujourd'hui, on estime que plus d'un tiers des femmes nigériennes vivent dans des unions polygames.

## Polygamie et religion

### Judaïsme
La Torah permet explicitement la polygamie en la soumettant à de nombreuses conditions, bien que celle-ci n'y soit pas présentée comme un mode de vie idéal et n'y soit pas encouragée. On peut effectivement y trouver plusieurs cas célèbres de polygynie tels que ceux d'Abraham, de Jacob ou plus tard du roi Salomon (Bible) qui aura 700 épouses et 300 concubines (dans les Prophètes) - ce qui aura une incidence négative sur la tenue politique de son royaume. À l'inverse, on y trouve les cas d'autres personnages emblématiques tels que celui du second patriarche Isaac ou celui de Moïse lui-même, qui n'auront tous deux qu'une seule femme. Selon une interprétation exégétique, les livres d'Exode et des Nombres dans la Bible présentent Moïse époux de deux femmes : une Madianite et une Éthiopienne[réf. nécessaire]. Le Commandement adressé à Moïse par Dieu précise que « tu ne commettras pas d'adultère » (Exode 20, 14), ce qui peut laisser entendre aux commentateurs qu'à l'époque antique, « la monogamie était la règle, et la polygamie l'exception ».
Le Talmud de Babylone reflète ces divers points de vue, en autorisant la polygamie infinie ou en la limitant à quatre épouses (Yevamot 44a). En revanche, deux courants voient le jour lors de la discussion du Talmud de Jérusalem : l'un tolère la polygamie, l'autre pose le principe monogamique du mariage. En effet, un midrash « dit par exemple que, dans la génération détruite par le déluge, les hommes avaient deux femmes, l’une pour l’enfantement, l’autre pour la gratification sexuelle (Gen. R. 23 : 2) » mais ces discussions paraissent purement théoriques « puisque aucun rabbin du Talmud ne semble avoir été polygame ni n’avoir été confronté à des hommes polygames. Même si la loi le permettait, la polygamie n’était donc déjà plus pratiquée à l’époque talmudique ».
Au fil des siècles, les Israélites prennent l'habitude de n'épouser qu'une seule femme. La polygamie est d'abord officiellement interdite pour les Juifs ashkénazes de Spire, Worms et Mayence au XIe siècle par Rabbenou Guershom (960-1028) de Metz, l'un des pères de la tradition rabbinique ashkénaze, qui voulait les préserver de massacres supplémentaires perpétrés par les chrétiens. Ce décret de rabbeinou Guerchom comprend une exception : « lorsqu’une épouse est atteinte d’une grave maladie mentale…, le mari a la possibilité, avec l’accord de cent rabbins établis dans trois pays différents, de prendre une seconde femme. Il demeure, dans ce cas, légalement marié à la première, et il est tenu de continuer de pourvoir à son entretien ».
L'interdiction de la polygamie s'étend ensuite à tous les juifs d'Europe et s'inscrit dans l’ordre naturel de l’évolution des sociétés. Sous l’influence musulmane autorisant la polygamie, cette interdiction est rarement adoptée par certains Juifs séfarades, qui font indiquer sur le contrat de mariage la demande d'autorisation de la première femme d'en épouser une seconde. Au XXe siècle, la monogamie gagne l'immense majorité des Juifs séfarades et les autorités rabbiniques israéliennes interdisent en 1950 la polygamie pour tous - mais concrètement, la tolèrent dans le secteur arabe,.

### Christianisme
La conception du mariage selon Jésus est expliquée au chapitre 19 de l'Evangile selon Matthieu : « Les pharisiens l'abordèrent [Jésus], et dirent, pour l'éprouver : Est-il permis à un homme de répudier sa femme pour un motif quelconque ? Il [Jésus] répondit : N'avez-vous pas lu que le créateur, au commencement, fit l'homme et la femme et qu'il dit : C'est pourquoi l'homme quittera son père et sa mère, et s'attachera à sa femme, et les deux deviendront une seule chair ? Ainsi ils ne sont plus deux, mais ils sont une seule chair. Que l'homme donc ne sépare pas ce que Dieu a joint. Pourquoi donc, lui dirent-ils, Moïse a-t-il prescrit de donner à la femme une lettre de divorce et de la répudier ? Il leur répondit : C'est à cause de la dureté de votre cœur que Moïse vous a permis de répudier vos femmes ; au commencement, il n'en était pas ainsi. Mais je vous dis que celui qui répudie sa femme, sauf pour infidélité, et qui en épouse une autre, commet un adultère ».
La présence du singulier concernant l'époux et l'épouse peut laisser place à une interprétation de ce passage en faveur de la monogamie.
Montesquieu nous apprend que l'Empereur romain Valentinien II autorisa, par un édit, les sujets de l'Empire à se marier avec plusieurs femmes. Mais c'est à relativiser car il était adepte de l'arianisme (secte chrétienne) qui fut qualifié d'hérésie ensuite.
À la Renaissance l'interdiction de la polygamie est précisée dans le monde catholique par la constitution 'Populis ac nationibus de Grégoire XIII en 1585,.
Dans le christianisme catholique et orthodoxe, le mariage est monogamique, suivant ses interprétations des références citées.
L'Église catholique romaine, branche la plus importante du christianisme, prône l'abstinence avant le mariage, et la fidélité dans celui-ci, comme le judaïsme avant lui. De plus, elle ne reconnaît pas le divorce civil mais peut statuer sur une reconnaissance de nullité du sacrement de mariage en cas d'empêchement grave de l'un des époux, prouvant que le mariage en question est légitimement invalide. De nos jours, elle interdit formellement la polygamie. Quand le conjoint meurt, le survivant peut se remarier.
Les églises relevant du protestantisme et de l'évangélisme représentent ensemble une grande partie des Chrétiens qui soutiennent la pratique de la monogamie.

### Les mormons
Les mormons pratiquèrent la polygynie jusqu'en 1889 (sous le nom de « mariage plural »). Après cette date, elle continua à être pratiquée uniquement par des groupes minoritaires exclus du mormonisme comme l'Église fondamentaliste de Jésus-Christ des saints des derniers jours apparue au XXe siècle.

### Islam

Un homme (en arrière-plan) épouse sa troisième femme (elles portent un pendentif autour du cou), Toro (Nigeria), 1970-73

Dans l'islam, la polygamie s'appuyant sur le verset 3 de la sourate « Les Femmes » (An-Nisa) du Coran est licite sous certaines conditions, avec toutefois différentes restrictions dont le paiement de dots, l'obligation de subvenir au besoin des épouses et enfants, et un maximum de quatre épouses simultanément. Le prophète Mahomet était polygame et a eu treize épouses, bien que pas simultanément. La polygynie n'est pas spécifiquement encouragée et le Coran n'a fait qu'imposer des conditions supplémentaires par rapport aux pratiques antérieures :

« … Il est permis d'épouser deux, trois ou quatre, parmi les femmes qui vous plaisent, mais, si vous craignez de n'être pas justes avec celles-ci, alors une seule, ou des esclaves que vous possédez. Cela, afin de ne pas faire d'injustice (ou afin de ne pas aggraver votre charge de famille). »

Les foyers monogyniques sont majoritaires et cette tendance s'accentue, probablement par une lecture plus stricte du verset 4.129 mais aussi probablement à la suite des luttes antipolygames menées par les associations et mouvements féministes dans les sociétés musulmanes contemporaines, telles les organisations Sisters in Islam ou Musawah (Égalité),,. La polygamie reste néanmoins plus amplement pratiquée dans les pays musulmans de l’Afrique subsaharienne et d'Asie qu'au Moyen-Orient.

### Hindouisme
L'hindouisme (qui est une culture où différentes religions-philosophies cohabitent) n'interdit pas la polygamie, sans pour autant dévaloriser la monogamie (elle est fêtée dans le Rāmāyaṇa) ; rien n'est imposé ; selon le Kâmasûtra, « on doit se servir du Kâmasûtra lorsque la passion est légère, et doit être cultivée, mais lorsque la roue de l'amour tourne, il n'y a plus de règles ni de prescriptions à suivre »…
Ainsi, dans le Mahâbhârata, Krishna épouse Roukmini-Lakshmi, la fille du roi des Vidarbha, et s'installe ensuite dans une vie fastueuse avec ses 16 000 femmes et ses 80 000 enfants. La polygamie est possible chez les Brahmanes (ceux qui ont le savoir sacré) et encouragé chez les Kshatriya (ceux qui sont rois ou défenseurs actifs des Brahmanes, des vaches, des créatures et des valeurs védiques).

## Évolutions, tendances
« Dans l'histoire, 80 % des sociétés ont accepté la polygamie » et « actuellement, un tiers de la population mondiale vit dans un pays autorisant la polygamie », affirme le docteur Didier Raoult dans un op-ed article, mais sans justifier de ses sources.
L'ONU demande à ses états membres de légiférer pour interdire la polygamie, qui a de graves conséquences pour les femmes et les enfants. "Tant la Commission des droits de l’homme que le Comité pour l’élimination de la discrimination à l’égard des femmes ont estimé que les mariages polygames constituaient une discrimination à l’égard des femmes et ont recommandé de les interdire".
Selon les données anthropologiques disponibles, environ 85 % des sociétés humaines passées ont permis aux hommes d'avoir plus d'une épouse par un mariage polygame. On pourrait empiriquement penser que l'accroissement de la richesse des « élites » devrait favoriser encore plus les mariages polygames. Or, la tendance est contraire : le mariage monogame s'est propagé à travers l'Europe, et plus récemment dans le monde, même chez les « élites », alors même que les écarts de richesse ont grandi.
Peter Richerson et son équipe (de l'université UC Davis en Californie) ont utilisé les données criminologiques disponibles pour comparer sociétés polygames et monogames. Elles laissent penser que les cultures monogames connaissent moins de viol, d'enlèvement, d'assassinat et maltraitance d'enfants, et d'autres crimes que les sociétés polygames.
Comparativement, selon cette étude, l'institutionnalisation du mariage ou couple monogame semble apporter plus d'avantages nets pour la société. Une explication proposée par les auteurs est que, dans les sociétés polygames, de nombreux hommes sont contraints au célibat et laissés pour compte, avec moins d'espoir de pouvoir vivre avec une femme. Ils seraient alors plus susceptibles de violence et de comportements asociaux ; Peter Richerson pose l'hypothèse que la monogamie institutionnalisée est associée à un modèle culturel mieux adapté au monde moderne, réduisant la compétition intrasexuelle chez les jeunes, et réduisant par suite le taux de criminalité (dont en termes de viol, assassinat, agression, vol et fraude, ou de certains abus personnels), tout en diminuant les écarts d'âge entre conjoints, la fertilité et l'inégalité des sexes et en déplaçant les efforts des hommes de la recherche d'une épouse vers plus d'investissement paternel, et une meilleure productivité économique. Peter Richerson estime qu'en augmentant le degré de parenté au sein des ménages, la monogamie normative réduit les conflits intra-ménage, et conduisant à moins de négligence envers les enfants, moins d'abus, de morts accidentelles et d'homicides. Cette hypothèse a été testée en utilisant les lignes convergentes d'éléments de preuve de l'ensemble des sciences humaines.

## Pour approfondir